# Amy Castle
Jessica Amy Castle (sinh ngày 02 tháng 4 năm 1990 tại Woodland Hills, California) là một nữ diễn viên người Mỹ.
Cô bắt đầu học diễn xuất lúc 4 tuổi, và đã ký kết với người quản lý và đại lý đầu tiên vào mùa thu năm 1998. Năm tuổi, cô đã đảm nhận vai diễn Ally trong loạt phim truyền hình Ally McBeal. Trong phần hai và phần ba của bộ phim cô xuất hiện trong tám tập. Kể từ đó, cô đã xuất hiện trong nhiều chương trình khác, bao gồm The Show Norm, Providence, Lizzie McGuire, Oliver Beene, Malcolm in the Middle, và Summerland.
Năm 2002, Amy đã giành giải thưởng nghệ sĩ trẻ trong tập phim "Chỉ cần giống như Lizzie". Năm 2007, Amy tái diễn trên phim truyền hình Passions. Năm 2009, cô đã tới Port Charles đảm nhiệm một vai diễn là nhân viên mới trong "General Hospital".
Khi Amy không làm việc, cô thích khiêu vũ, môn mà cô đã được học tập kể từ khi cô được 4 tuổi, hát, chơi guitar, và làm phim ngắn với bạn bè. Gần đây cô đã phát hiện ra niềm đam mê của mình là làm phim (biên tập đặc biệt), và có riêng một kênh trên Youtube.
Amy là người đã hát "You're My Huney Bunch", còn được gọi là "Cuppycake", một trong những bài hát nổi tiếng nhất của cô ngay khi cô mới 3 tuổi. Đây là bài hát mà mẹ viết tặng riêng cho cô, vào ngày lễ Tình Nhân (Valentine) năm 1994, và bố cô là người đã hòa âm, phối khí.

## Sự nghiệp diễn xuất
| Năm             | Tên phim              | Nhân vật          | Tập phim                     |
| --------------- | --------------------- | ----------------- | ---------------------------- |
| 1999            | The Show Norm         | Khali             | "Artie Comes to Town"        |
| 1998 - 2000     | Ally McBeal           | Young Ally        | 8 tập phim                   |
| 2001            | Tạo hóa               | Lisa              | "Phơi"                       |
| 2002            | Lizzie McGuire        | Andie Robinson    | "Chỉ cần Giống như Lizzie"   |
| 2004            | Malcolm in the Middle | Hayley            | "Lớp học đặc biệt của Dewey" |
| 2004            | Oliver Beene          | Bonnie            | "Fallout"                    |
| 2005            | Summerland            | Regan             | "Pick Nik"                   |
| 2007 -2008      | Niềm đam mê           | Viki Vanderheusen | 41 tập phim                  |
| 2009 - hiện tại | " General Hospital "  | Tara              |                              |